# إرينا زوك
إرينا زوك (بالروسية: Ирина Владимировна Жук)‏ هي راقصة على الجليد روسية، ولدت في 3 ديسمبر 1966 في خاركيف في أوكرانيا.